# Eisenbahnmuseum Strasshof
Das Eisenbahnmuseum Strasshof mit dem Namen Das Heizhaus befindet sich in Strasshof an der Nordbahn in Niederösterreich.

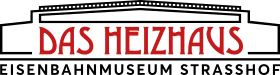
Das Logo des Heizhauses

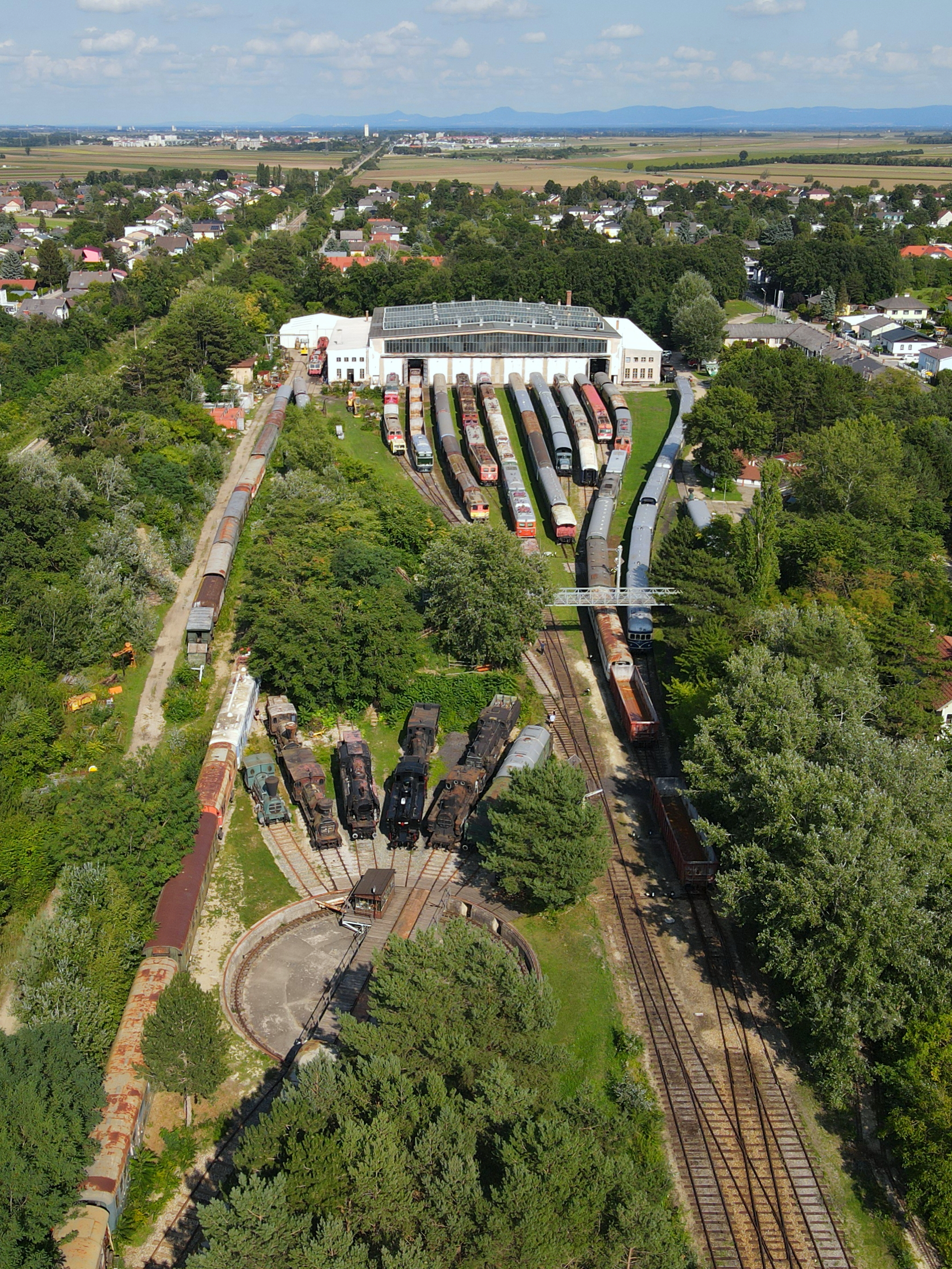
Der östliche Teil des Museumsareals mit dem Heizhaus

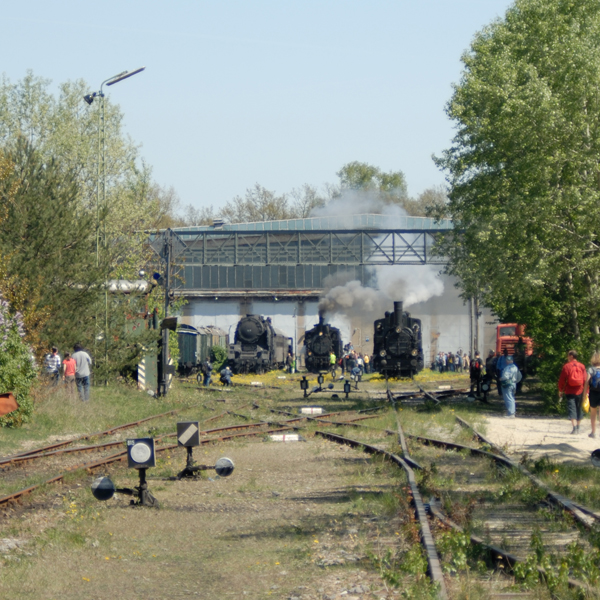
Vorfeld des Heizhauses

## Geschichte
1939 beschloss die Deutsche Reichsbahn aufgrund des gestiegenen Verkehrsaufkommens an der Nordbahn den Ausbau des Bahnhofs Strasshof. Für den Endausbau waren vier Wasserkräne, zwei Drehscheiben zum Drehen der Lokomotiven, drei rechteckige Hallen, vier Kohlenaufzüge und vier Schlackenaufzüge vorgesehen; bei Baubeginn 1944 war das Projekt allerdings auf Grund des längst begonnenen Rückzugs der Wehrmacht im Zweiten Weltkrieg nicht mehr aktuell.
Nach dem Ende des Zweiten Weltkriegs 1945 konnte das Bauvorhaben erst 1947 von den wieder errichteten staatlichen ÖBB fertiggestellt werden; der Bauplatz lag nun in der sowjetisch besetzten Zone Österreichs. Von den ursprünglichen Plänen wurden vier Wasserkräne, eine Drehscheibe und zwei Kohlenaufzüge realisiert. Anstelle der geplanten drei Hallen wurde nur ein rechteckiges Heizhaus errichtet.
Infolge der veränderten Verkehrsverhältnisse nach dem Zweiten Weltkrieg (siehe u. a. Eiserner Vorhang) schien die Anlage bald überdimensioniert und wurde deswegen schon früh zum Abstellen schadhafter und veralteter Lokomotiven und zu deren späterer Verschrottung verwendet. Bis zum 31. Dezember 1976 wurden von der Zugförderung Strasshof die letzten planmäßigen Dampfloks der Republik Österreich eingesetzt, obwohl die Nordbahn seit Anfang der 1960er Jahre mit S-Bahn-Betrieb bis Gänserndorf elektrisch geführt wurde.
1978 wurde die Anlage endgültig geschlossen. Dank großer Bemühungen des 1. öSEK („1. österreichischer Straßenbahn- und Eisenbahnklub“) konnten Halle und Gleisvorfeld als Abstellplatz für die zahlreichen Museumsfahrzeuge erhalten bleiben und die Abtragung verhindert werden.
1984 konnte auf dem Gelände vom 1. öSEK das Eisenbahnmuseum Strasshof eröffnet werden, das den Namen „Das Heizhaus“ bekam. Zu den betreuten Fahrzeugen gehörte von Anfang an ein Großteil der Sammlung des Österreichischen Eisenbahnmuseums. 1987 war Strasshof ein Austragungsort der Feierlichkeiten anlässlich des Jubiläums 150 Jahre Eisenbahn in Österreich. Das Eisenbahnmuseum übernahm dabei für einige Wochen wieder die Rolle eines aktiven Eisenbahndepots, als hier für Fahrzeugparaden praktisch alle zu diesem Zeitpunkt betriebsfähigen (normalspurigen) Dampflokomotiven Österreichs und zahlreiche internationale Gastloks versammelt waren.

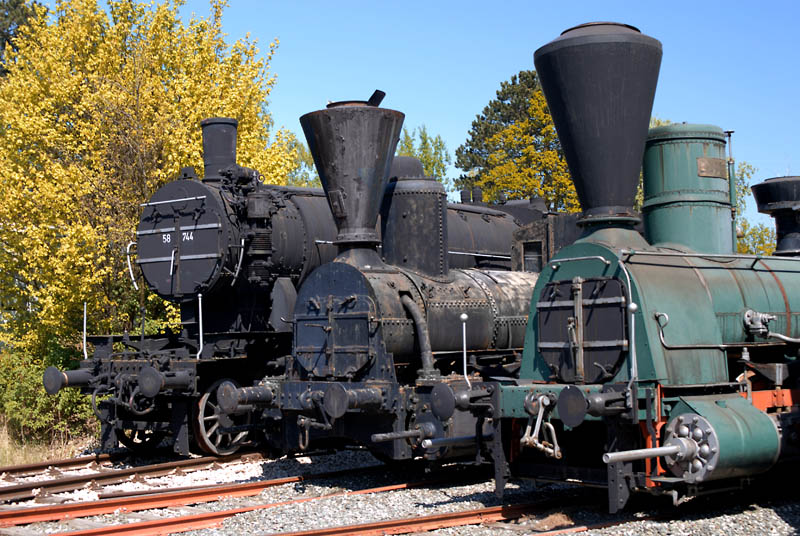
58.744, 153.7114, KEB 106 Fusch

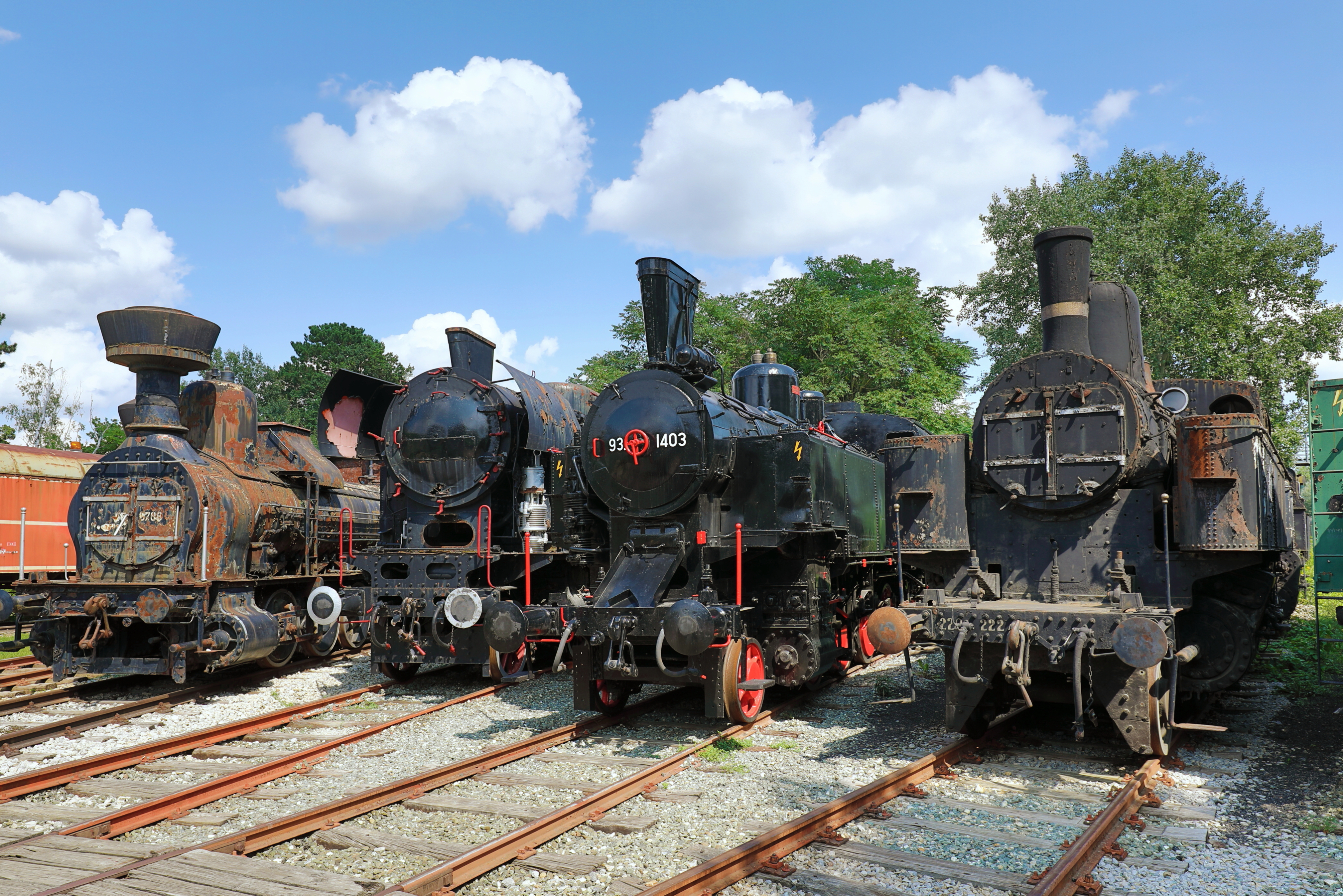
ÖBB 55.5708, 78.606, 93.1403 und kkStB 229.222 (v. l. n. r.)

Im Jahr 1999 wurde ein Großteil der Eisenbahnfahrzeuge aus der Eisenbahnsammlung des Technischen Museums in Wien zur Betreuung übernommen; einige dieser Fahrzeuge wurden 2006 wieder nach Wien überstellt. Sie sollten ursprünglich in einem neu zu errichtenden Zubau des Technischen Museums ausgestellt werden. Es handelte sich dabei um:
 Dampflokomotiven: Ajax, Ilse, Steinbrück, Licaon, 180.01, 33.102, 178.84, Gaisbergbahn 1, Schafbergbahn 999.105, kkStB 1.20 (Schnittmodell)
 Elektrolokomotiven: 1060.01, 1045.14, 4030.210
 Waggons: Cu 9424

Nach Streichung der bereits zugesagten Mittel für diesen Zubau durch das ressortzuständige Bundesministerium für Wissenschaft und Forschung im Sommer 2007 war die Situation dieser Fahrzeuge unklar. Schafbergbahn 999.105 ist seit August 2007 an die Salzkammergutbahn GmbH verliehen. Die Lokomotive Ilse wurde als Blickfang unweit des Hauptgebäudes des Technischen Museums im Freien aufgestellt und befindet sich seit Ende 2009 im Eisenbahnmuseum Schwechat. Die Exponate „Ajax“, „Steinbrück“ und 1060 sind seit November 2008 im Haupthaus des Technischen Museums in Wien ausgestellt. Die anderen Fahrzeuge wurden an das Südbahnmuseum in Mürzzuschlag, das Eisenbahnmuseum Sigmundsherberg und das Eisenbahnmuseum Schwechat abgegeben. Die 33.102 wurde im August 2008 wieder nach Strasshof überstellt, „Licaon“ folgte im Oktober 2008.
Seit 2007 nimmt das „Heizhaus“ an der Langen Nacht der Museen teil. Von 2009 bis 2019 führte das Museum auch das Österreichische Museumsgütesiegel.

### Aktuelle Situation
Ausgestellt waren 2010 rund 80 Lokomotiven (einige davon voll einsatzfähig) und über 180 Waggons. Auch das komplette Ambiente um die ausgestellten Stücke ist im Original erhalten geblieben, darunter der hölzerne Wasserturm, die Kohlenaufzüge und Wasserkräne, die zum Teil renoviert und zum Betrieb der Lokomotiven zur Verfügung stehen. Die Drehscheibe mit 23 m Durchmesser wurde nur zum Wenden der großen Dampflokomotiven konzipiert und verfügte ursprünglich nur über einen einzigen Gleisanschluss. Die Zufahrt zur Fahrzeughalle mit rechteckigem Grundriss erfolgt über großflächig angelegte Weichenverbindungen. Von Strasshof aus werden vor allem in den Sommermonaten Nostalgiefahrten sowohl auf dem weitläufigen Bahngelände als auch auf anderen Bahnstrecken durchgeführt.
2010 wurden große Schäden durch Buntmetalldiebe verursacht. Im März 2011 wurde das Museum von Vandalen heimgesucht, von denen 27 historische Fahrzeuge beschädigt wurden. Der Schaden belief sich auf etwa 20.000 Euro.

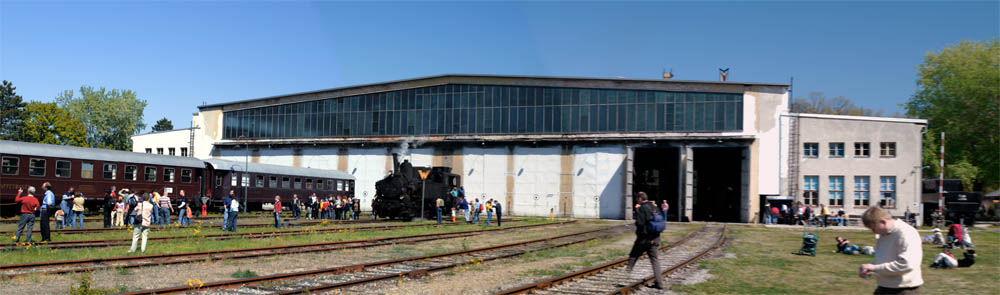
„Das Heizhaus“

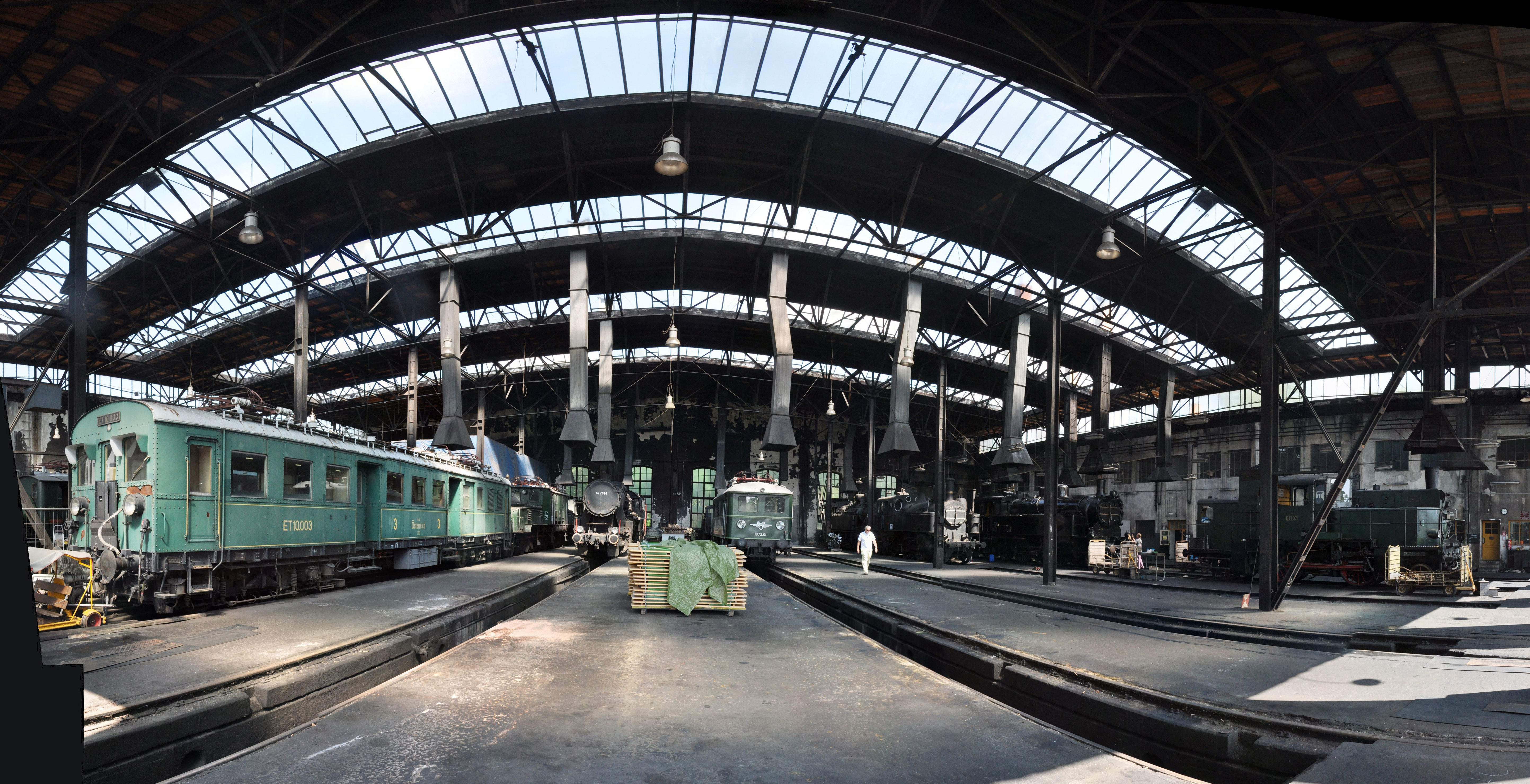
Das Innere des „Heizhauses“ im August 2009

## Modelleisenbahnen
In Strasshof sind mehrere Modellbahnanlagen der Spuren 7,25", 5", IIm, S, H0, N zu finden.
- Es gibt eine Gartenbahn mit den Spurweiten 7.25" und 5",
- eine Anlage in Baugröße IIm hinter der Gartenbahn.
- In einem Eisenbahnwaggon bei der Gartenbahn befindet sich die N-Anlage, ursprünglich Modelleisenbahn Immenstadt, bzw. nachfolgend Modelleisenbahn Oberallgäu.
- In einem Nebengebäude ist die Modellbahnanlage des Modellbahnclubs Strasshof untergebracht, die das Heizhaus und seine Umgebung in der Baugröße H0 zum Thema hat.
- Links vom Eingang findet man in einem Nebengebäude schließlich mehrere H0-Motive, die zum Selbstfahren einladen und verschiedene Streckenabschnitte österreichischer Bahnen darstellen. So sind beispielsweise Abschnitte nach Vorbild der Wiener Stadtbahn oder der Mariazeller Bahn gebaut.
- Außerdem eine der ältesten Spur-S-Anlagen Europas aus dem Jahr 1938.

## Bilder

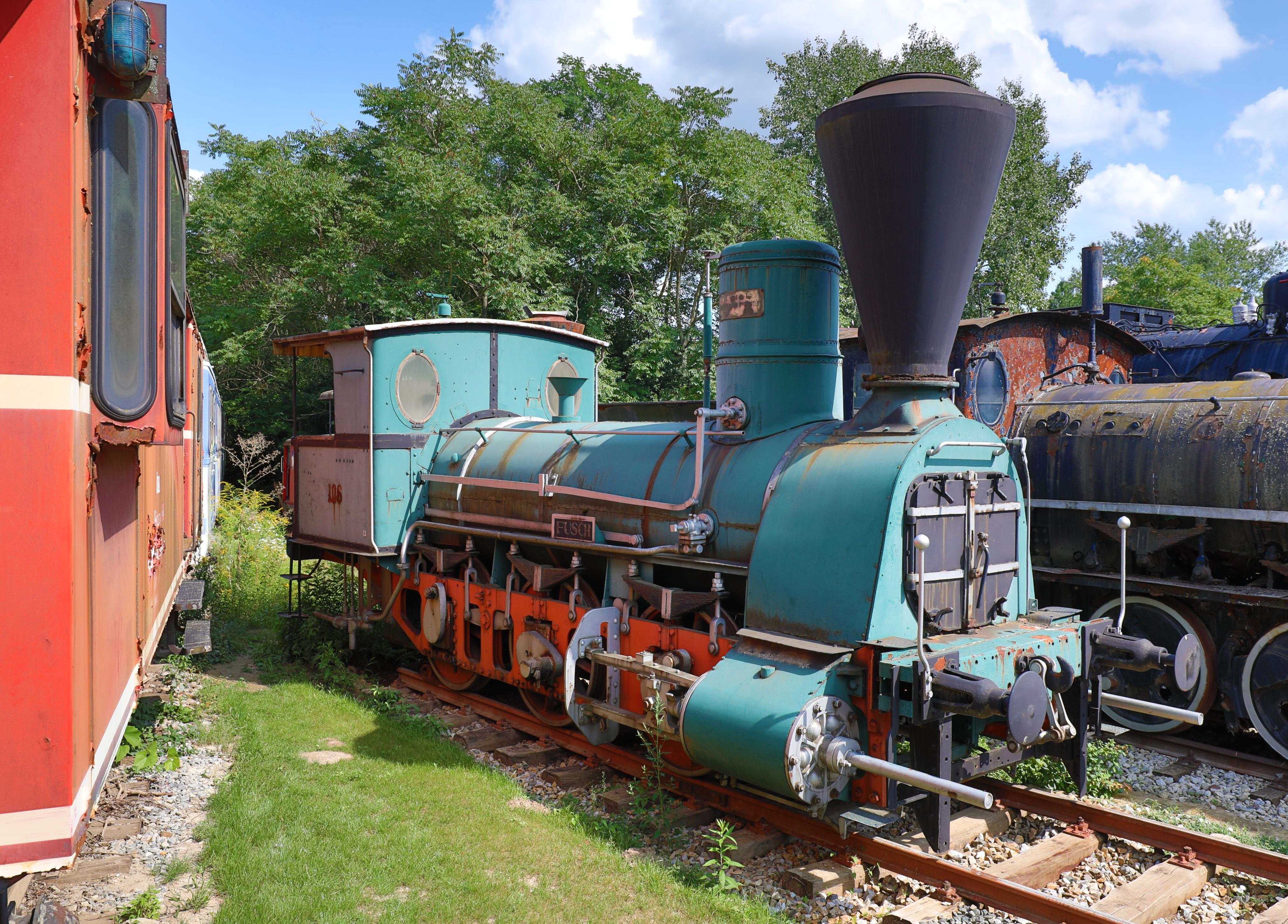
KEB IV 106; älteste Lok des Museums
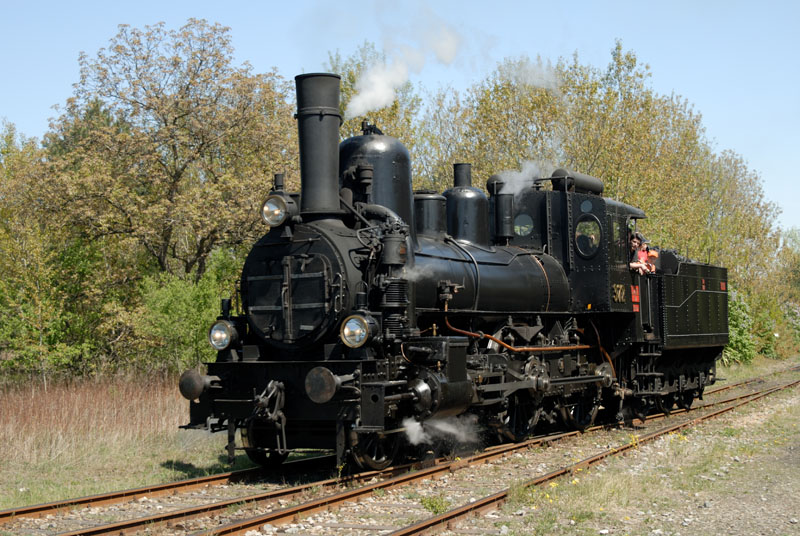
17c372
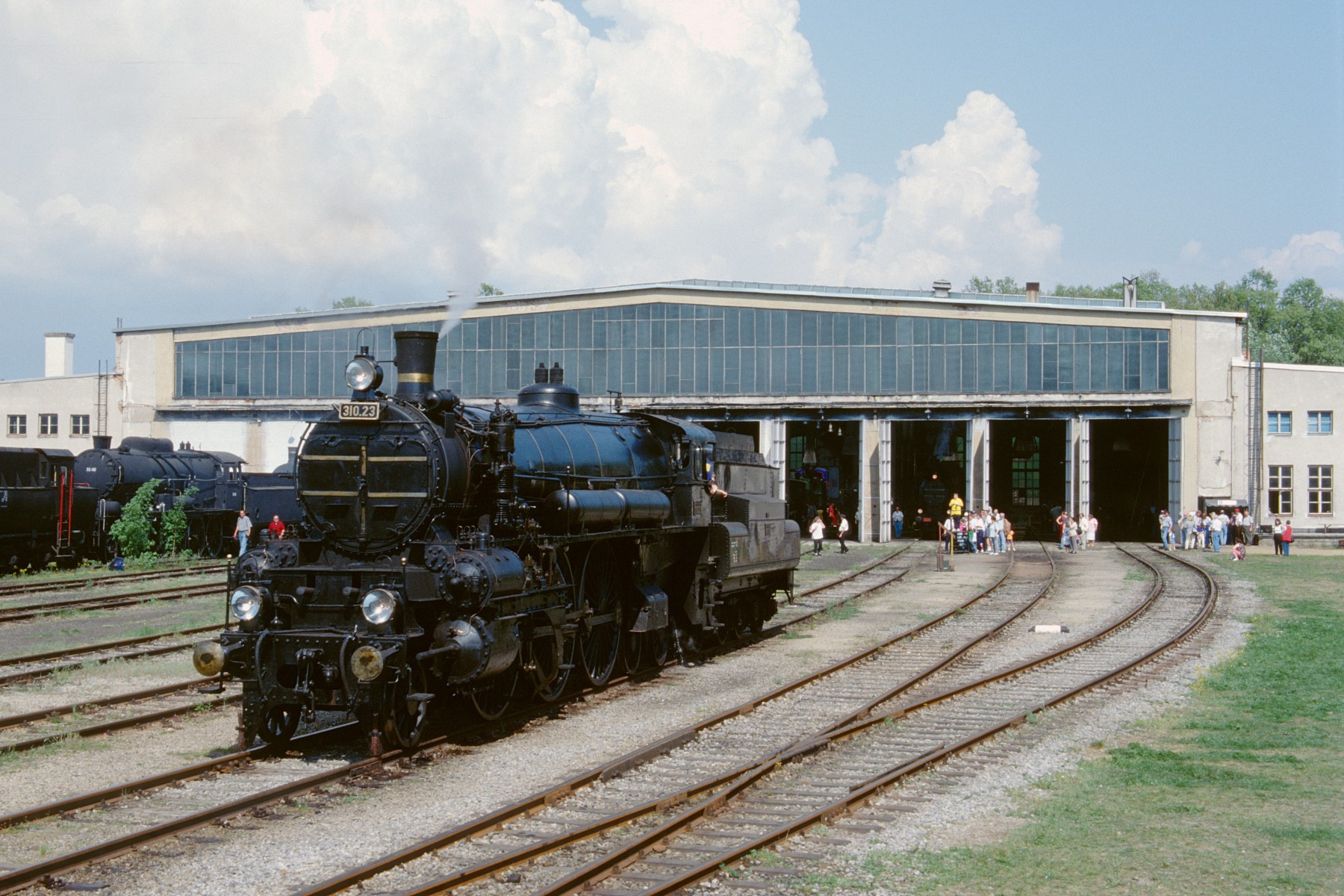
310.23
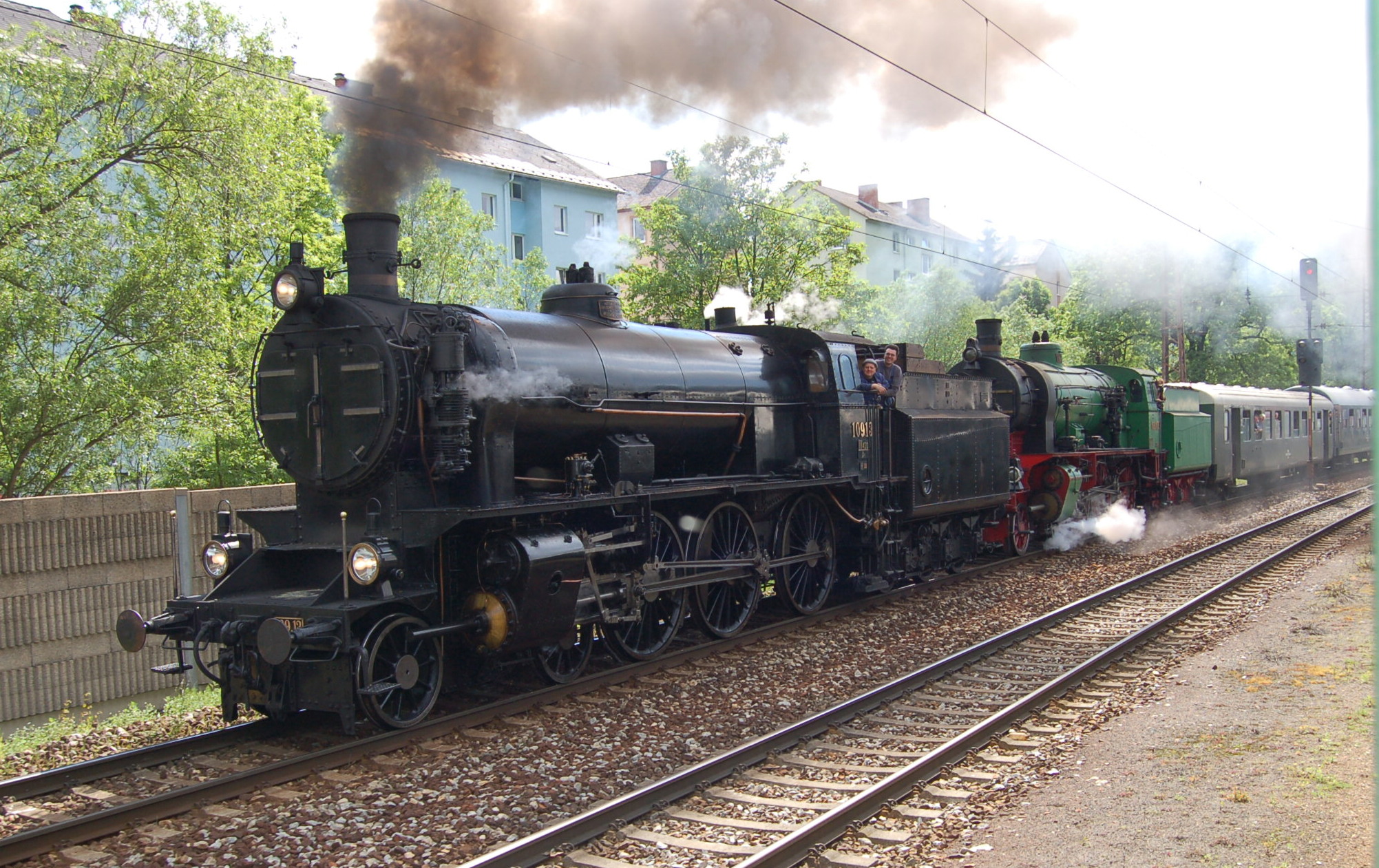
109.13
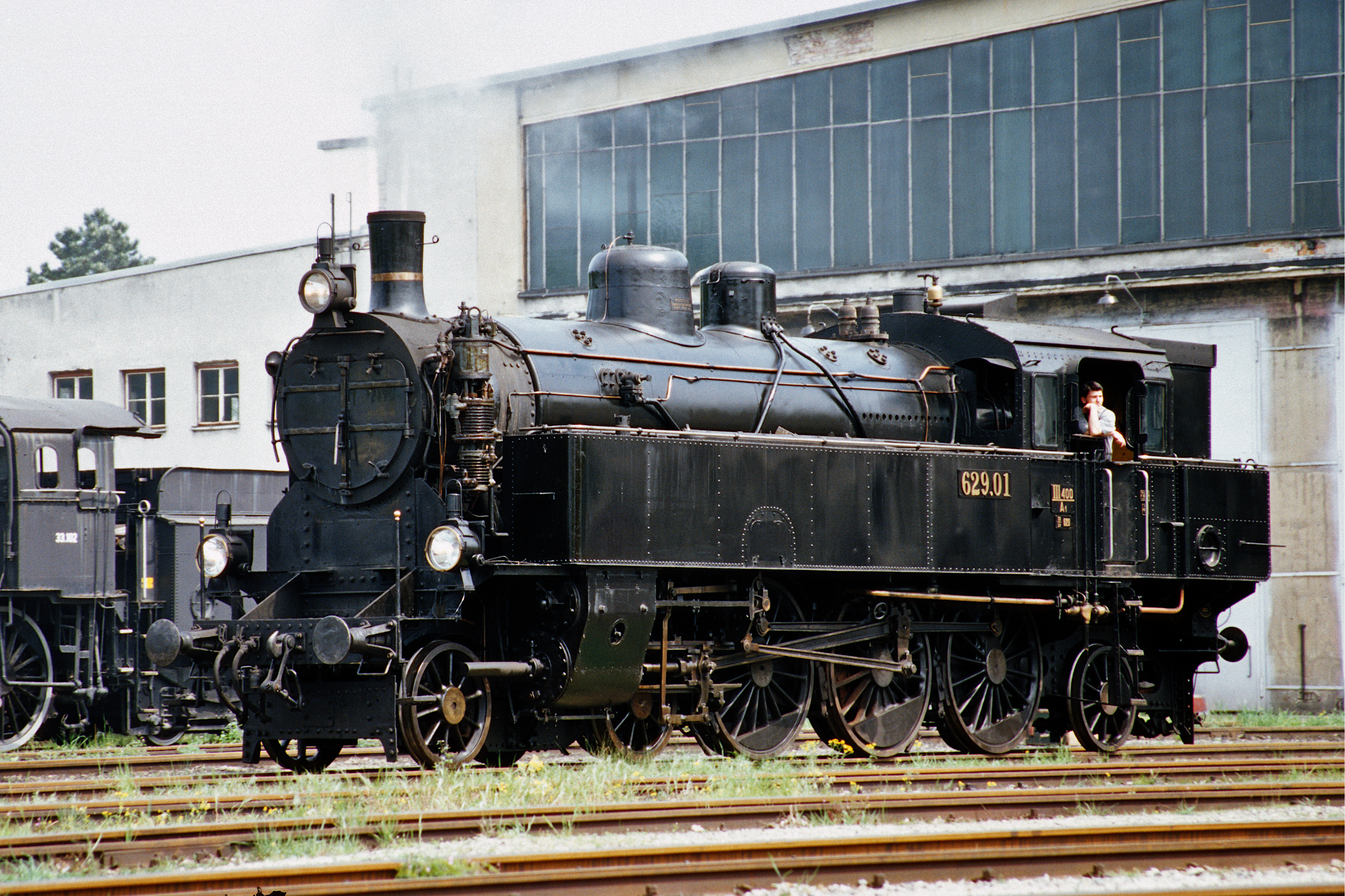
629.01
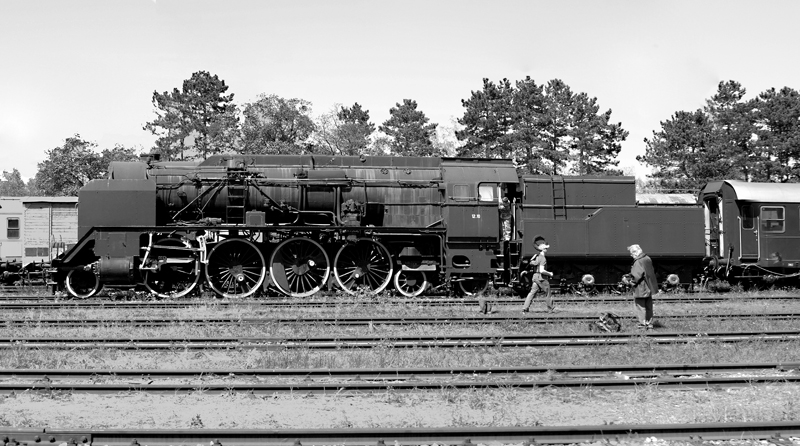
12.10
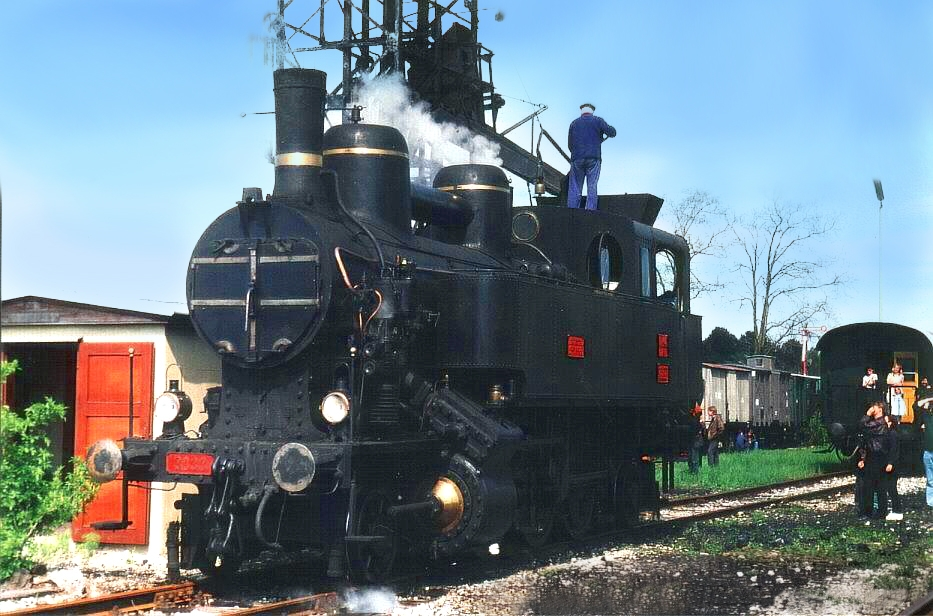
30.33
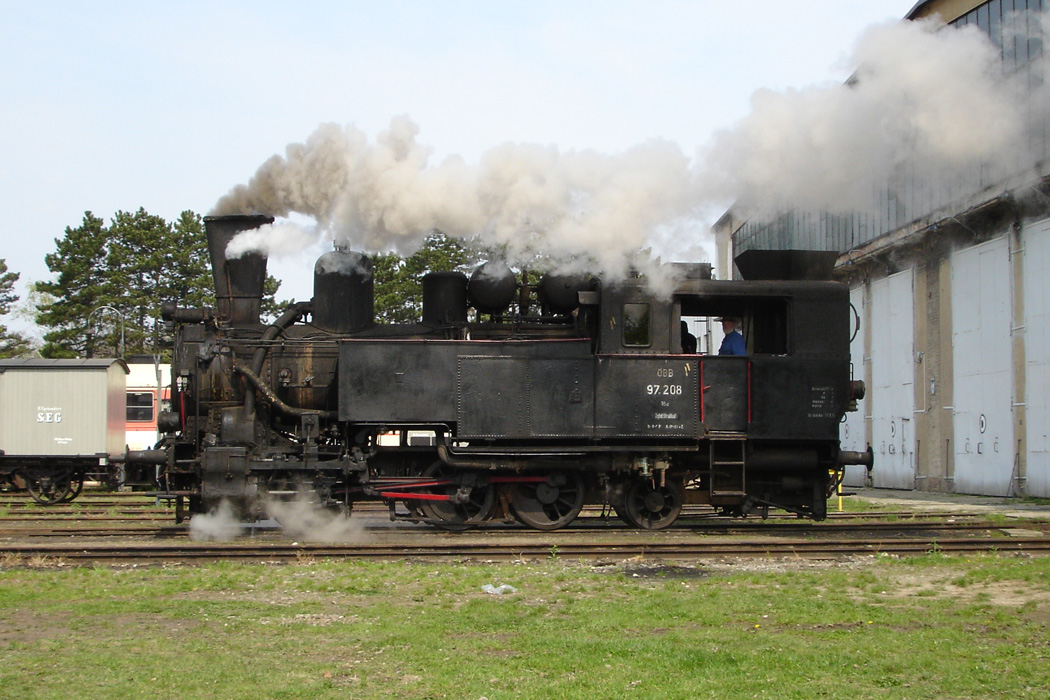
97.208
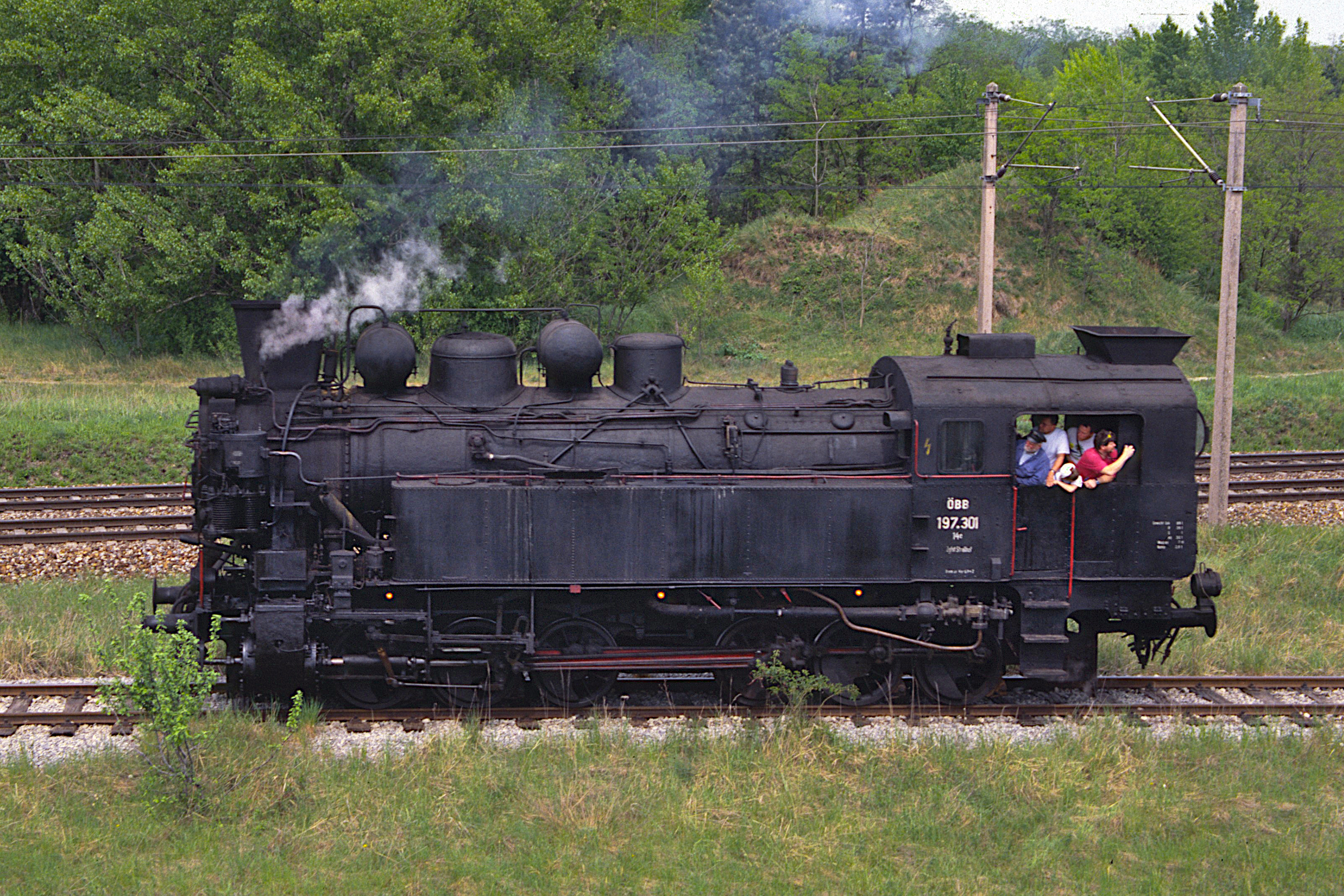
197.301
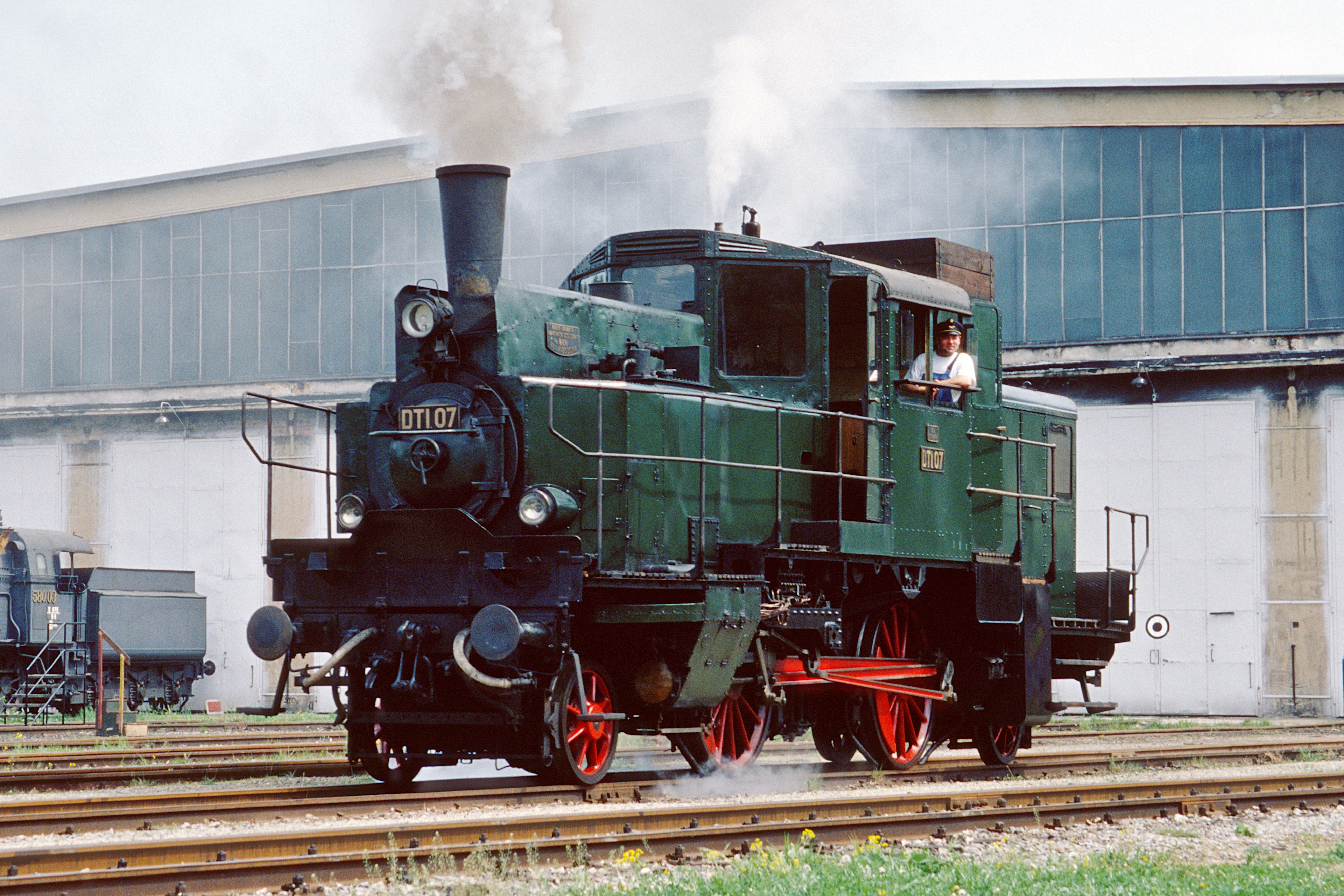
DT1.07
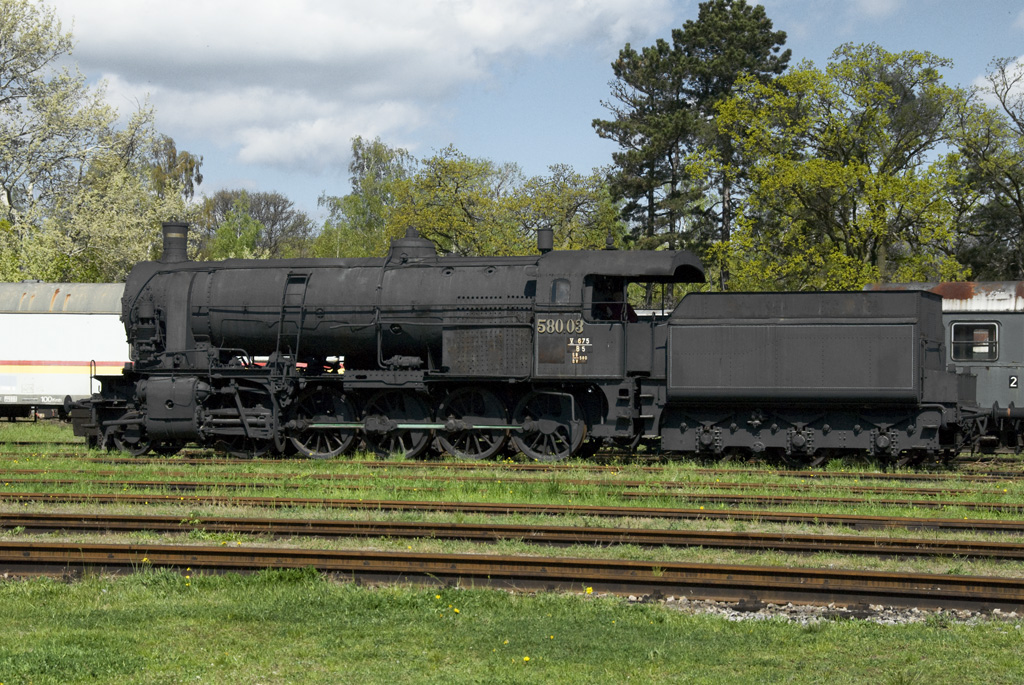
580.03
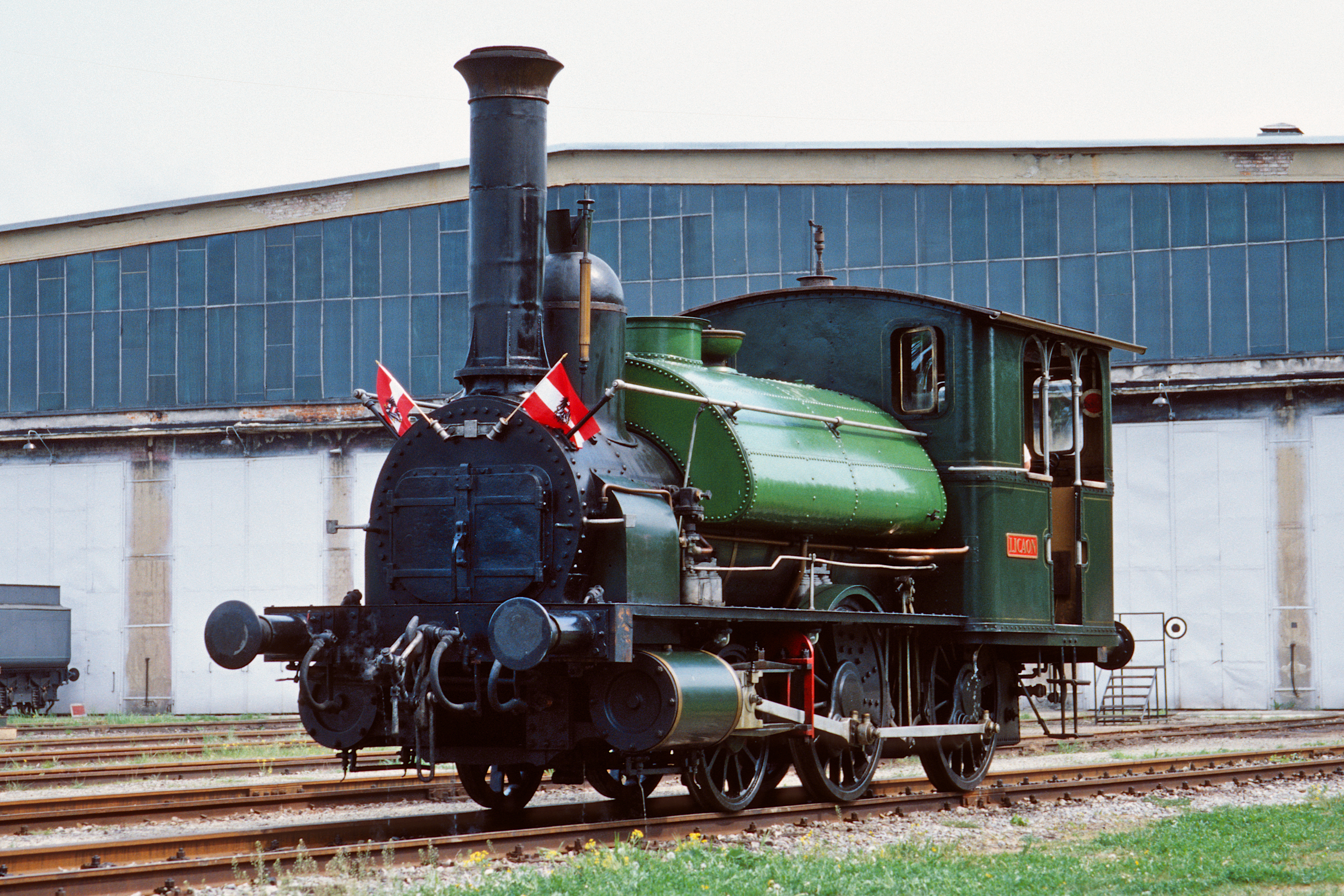
Licaon, gebaut 1851

## Exponate
Stand 2010
| nicht aufgearbeitet | äußerlich aufgearbeitet | in Arbeit | betriebsfähig |
| ------------------- | ----------------------- | --------- | ------------- |

### Dampftraktion
| Reihe/Nummer    | Typ                          | Baujahr |  | Bemerkungen |
| --------------- | ---------------------------- | ------- |  | --- |
| KEB 106 'Fusch' | Güterzug-Schlepptenderlok    | 1868    |  | |
| 153.7114        | Güterzug-Schlepptenderlok    | 1869    |  | |
| 55.5708         | Güterzug-Schlepptenderlok    | 1887    |  | |
| 17c372          | Schnellzugdampflok           | 1891    |  | wird Ende 2007 für 2–3 Jahre konserviert                                                                                    |
| 97.208          | Zahnradbahn-Dampflok         | 1892    |  | Zahnradbahn-Dampflokomotive der Erzbergbahn                                                                                 |
| 97.73           | Tenderdampflok               | 1894    |  | Tenderlokomotivreihe für Nebenbahnen                                                                                        |
| 32c1665         | Güterzug-Schlepptenderlok    | 1895    |  | |
| 30.33           | Tenderlokomotive             | 1897    |  | ehemals Wiener Stadtbahn, Rohrtausch 2008 geplant                                                                           |
| 69.02           | Schnellzug-Tenderlokomotive  | 1898    |  | |
| 30.109          | Tenderlokomotive             | 1900    |  | ehemals Wiener Stadtbahn |
| 976 0 200       | Schneepflug der ÖBB          | 1901    |  | ehemalige kkStB 30.104 |
| 88.01           | Tenderlokomotive             | 1906    |  | Tenderlokomotivreihe der NÖLB                                                                                               |
| 15.13           | Schnellzugdampflok           | 1910    |  | |
| 178.97          | Tenderlokomotive             | 1910    |  | Tenderlokomotivreihe für den Lokalbahnverkehr                                                                               |
| 310.23          | Schnellzugdampflok           | 1911    |  | nach Überhitzerrohrtausch 2008 wieder in Betrieb                                                                            |
| 175.817         | Schnellzugdampflok           | 1912    |  | |
| Lagerhaus 1     | Tenderlokomotive             | 1912    |  | |
| 109.13          | Schnellzugdampflok           | 1912    |  | Kesselarbeiten 2008 |
| 197.301         | Zahnradbahn-Dampflok         | 1912    |  | Zahnradbahn-Dampflokomotive der Erzbergbahn                                                                                 |
| 580.03          | Gebirgs-Schnellzuglok        | 1912    |  | |
| 629.01          | Schnellzugdampflok           | 1913    |  | |
| 57.223          | Güterzug-Schlepptenderlok    | 1916    |  | |
| 35.233          | Personenzug-Schlepptenderlok | 1916    |  | |
| 229.222         | Personenzug-Tenderlokomotive | 1918    |  | |
| 156.3423        | Heißdampf-Schlepptenderlok   | 1920    |  | |
| 257.01          | Güterzug-Schlepptenderlok    | 1921    |  | |
| DZ 1            | Tenderlokomotive             | 1923    |  | |
| 33.102          | Schnellzugdampflok           | 1923    |  | |
| 58.744          | Güterzug-Schlepptenderlok    | 1923    |  | |
| 93.1403         | Tenderlokomotive             | 1928    |  | |
| DT1.07          | Triebwagen                   | 1935    |  | Dampf-Gepäcktriebwagen – nach Rohrtausch 2008 wieder in Betrieb                                                             |
| 12.10           | Schnellzugdampflok           | 1936    |  | geplante betriebsfähige Aufarbeitung wurde lt. Webseite des Museums im Jahre 2007 untersagt im Oktober 2018 abtransportiert |
| 52.100          | „Kriegslokomotive“           | 1943    |  | seit 24. April 2010 nach Kesselreparatur, Neulack usw. wieder in Betrieb                                                    |
| Werklok Lenzing | Dampfspeicherlok             | 1944    |  | Werklok der Werksbahn Zellwolle Lenzing AG                                                                                  |
| 52.7594         | „Kriegslokomotive“           | 1944    |  | |
| 42.2708         | Güterzugdampflok             | 1946    |  | |
| OMV Lok 1       | Dampfspeicherlok             | 1961    |  | |
| OMV Lok 4       | Dampfspeicherlok             | 1973    |  | letzte in Österreich gebaute Dampflok                                                                                       |

### Dieseltraktion
| Reihe/Nummer | Typ                 | Baujahr |  | Bemerkungen |
| ------------ | ------------------- | ------- |  | ----------- |
| 2060 004     | leichte Verschublok | ab 1954 |  |             |
| 2060 074     | leichte Verschublok | ab 1954 |  |             |
| 2062.33      | leichte Verschublok |         |  |             |
| 2062.55      | leichte Verschublok |         |  |             |
| 2067.04      | schwere Verschublok | 1959    |  |             |
| 5046.201     | Dieseltriebwagen    |         |  |             |
| 5046.01      | Dieseltriebwagen    |         |  |             |
| 5046.204     | Dieseltriebwagen    | 1955    |  |             |
| 5081.014     | Dieseltriebwagen    | 1965    |  |             |
| 5081.015     | Dieseltriebwagen    | 1965    |  |             |
| 5081.054     | Dieseltriebwagen    | 1965    |  |             |
| X111.04      | leichte Verschublok |         |  |             |
| X112.06      | leichte Verschublok |         |  |             |
| X130.01      | leichte Verschublok |         |  |             |
| X512.08      | Turmwagen           |         |  |             |

### Elektrotraktion
| Reihe/Nummer | Typ                        | Baujahr |  | Bemerkungen            |
| ------------ | -------------------------- | ------- |  | ---------------------- |
| 1010.002     | Schnellzuglokomotive       | 1955    |  |                        |
| 1010.011     | Schnellzuglokomotive       | 1955    |  |                        |
| 1110.023     | Schnellzuglokomotive       | ab 1956 |  |                        |
| 1020.038     | schwere Güterzuglokomotive | ab 1940 |  |                        |
| 1040.001     | Universallokomotive        | 1951    |  |                        |
| 1040.008     | Universallokomotive        | 1951    |  |                        |
| 1041.001     | Universallokomotive        | ab 1951 |  |                        |
| 1141.028     | Universallokomotive        | 1953    |  |                        |
| 1044.501     | Universallokomotive        | ab 1976 |  |                        |
| 1045.014     | Universallokomotive        | 1927    |  | BBÖ 1170               |
| 1245.001     | Universallokomotive        | ab 1934 |  | BBÖ 1170.200           |
| 1570.01      | Universallokomotive        | 1925    |  |                        |
| 1062.07      | Verschublokomotive         | 1955    |  |                        |
| 1189.05      | Universallokomotive        | 1927    |  | BBÖ 1100.100, Krokodil |
| ET 10.003    | Elektrotriebwagen          | 1939    |  |                        |
| 4060.02      | Elektrotriebwagen          |         |  | BBÖ ET 30.002          |

### Wagen (Auswahl)
| Nummer          | Typ                   | Baujahr | Bemerkungen                                                |
| --------------- | --------------------- | ------- | ---------------------------------------------------------- |
| No.1953         | CIWL-Schlafwagen      | 1907    | Teakholzausführung                                         |
| No.1881 D       | ISG-Speisewagen       | 1909    | Teakholzausführung                                         |
| No.4032 D       | CIWL-Salonwagen       | ?       | ehemaliger Pullman-Salonwagen der ÖBB                      |
| 51 81 89-90 010 | Salon 10              | 1966    | Salonwagen der österreichischen Bundespräsidenten bis 1996 |
| Gsd 20 426      | Südbahn-Lazarettwagen | 1918    |                                                            |
| CDu 12003       | Personenwagen         | 1898    | Wiener Stadtbahnwagen 3. Klasse mit Gepäckabteil           |